# Canale pterigoideo
Il canale pterigoideo (anche canale vidiano) è un canale scavato nell'osso sfenoidale del cranio, situato anterioriormente al foro lacero nella fossa cranica media, all' interno della fossa pterigopalatina . 

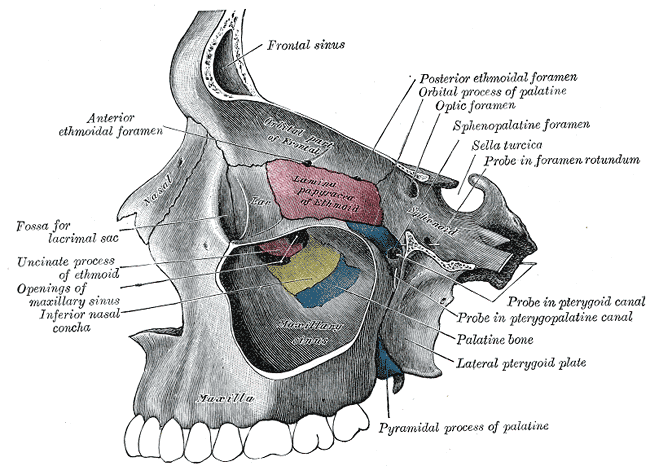
Parete mediale dell'orbita sinistra.

## Struttura
Il canale pterigoideo attraversa la placca mediale pterigoidea dell'osso sfenoidale fino alla parete posteriore della fossa pterigo - palatina . 

## Contenuto
Contiene il nervo del canale pterigoideo, l'arteria del canale pterigoideo e la vena del canale pterigoideo. 
Queste tre strutture sono note anche come nervo vidiano, arteria vidiana e vena vidiana. 